# Leon Lichtenstein
Leon Lichtenstein (16 mai 1878 - 21 août 1933) est un mathématicien polono-allemand, qui apporte des contributions aux domaines des équations différentielles, de la cartographie conforme et de la théorie du potentiel. Il s'intéresse également à la physique théorique, publiant des recherches en hydrodynamique et en astronomie.

## Biographie
Léon Lichtenstein est né le 16 mai 1878 dans une famille juive ashkénaze à Varsovie, alors partie de l'Empire russe. Son cousin, Leo Wiener, est le père du mathématicien du MIT Norbert Wiener. Il étudie à Berlin, obtenant à la fois un doctorat en génie mécanique et électrique à la Technische Hochschule Berlin et un doctorat en mathématiques à l'Université Humboldt de Berlin avec une thèse sur les équations différentielles écrite sous la direction de Hermann Schwarz et Friedrich Schottky. À partir de 1902, il travaille comme ingénieur électricien pour Siemens & Halske, puis, à partir de 1910, il se tourne vers le monde académique en devenant privatdozent à la Berlin Technische Hochschule. Lichtenstein est l'un des fondateurs, en 1918, et le premier rédacteur en chef de la revue Mathematische Zeitschrift. En 1920, il s'installe à une chaire de mathématiques à l'Université de Münster et en 1922, il rejoint l'Université de Leipzig où il passe le reste de sa carrière. À l'université de Leipzig, il fonde une école de mathématiques et ses élèves, dont Ernst Hölder, Erich Kähler, Aurel Wintner, Hermann Boerner et Karl Maruhn, poursuivent ses recherches en mathématiques et en physique théorique.
En 1933, lorsque le parti nazi arrive au pouvoir en Allemagne, Lichtenstein abandonne son poste à l'université et part en Pologne, car il aurait de toute façon été renvoyé parce que juif. Peu de temps après, le 21 août 1933, il meurt de problèmes cardiaques et rénaux à Zakopane, en Pologne.

## Publications
- Beiträge zur Theorie der Kabel- Untersuchungen zu den Kapazitätsverhältnissen von verseilten und konzentrischen Mehrfachkabeln, Oldenbourg, Munich, 1908.
- Grundlagen der Hydromechanik, Springer, Berlin, 1929[1], réimpression 1968.
- Gleichgewichtsfiguren rotierender Flüssigkeiten. Springer, Berlin 1933[2].
- Vorlesungen über einige Klassen nichtlinearer Integralgleichungen und Integro-Differentialgleichungen nebst Anwendungen, Springer, Berlin, 1931[3].
- « Astronomie und Mathematik in ihrer Wechselwirkung », Mathematische Probleme in der Theorie der Figur der Himmelskörper. 1922, Réimpression : VDM, Sarrebruck 2007.